# دهستان کوهستان (نائین)
دهستان کوهستان نام دهستانی در بخش مرکزی شهرستان نائین، استان اصفهان در ایران است. براساس سرشماری مرکز آمار ایران در سال ۱۳۸۵، جمعیت آن ۱۷۳۵ نفر (۵۵۱ خانوار) بوده‌است.